# Ліда (місто)

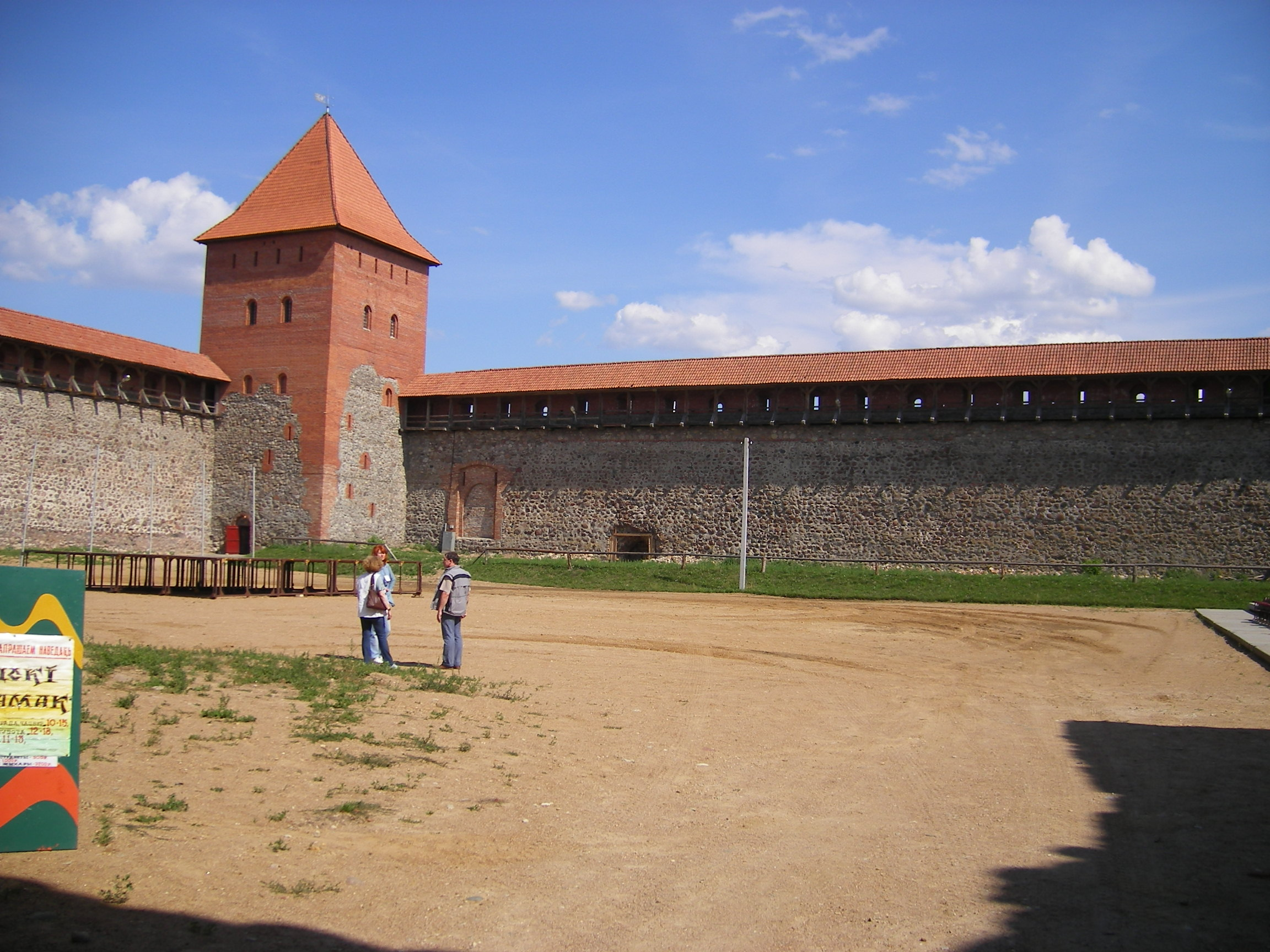
замок Гедиміна в Ліді

Лі́да (біл. Ліда [ˈlʲid̪ä]; рос. Ли́да [ˈlʲid̪ə]; лит. Lyda; пол. Lida; їд. לידע) — одне з найстаріших міст Білорусі, розташоване в західній її частині. Найбільше промислове місто Гродненщини, адміністративний центр Лідського району. Розташоване у центральній частині Гродненської області на перетинанні автомобільних і залізничних колій (Мінськ-Гродно й Вільнюс-Слонім). Від Ліди до кордону з Польщею 120 кілометрів, з Литвою усього 35 кілометрів, до Гродно — 110 км, до Вільнюса — 100 км, до Мінська — 164 км. За 8 кілометрів за містом убік Литви вже починається прикордонна зона. Чисельність населення 99 976 чоловік (2015)

## Історія
Роком заснування міста вважається 1323. Але в Гамбурзькій енциклопедії стверджується, що виникло воно на два сторіччя раніше, в 1180-м. Для порятунку містян від набігів татар і тевтонських лицарів у 1323 році біля злиття двох нині практично зниклих річок Лідеї й Камєнки на насипному пагорбі Великим Князем Литовським Гедиміном був закладений Лідський замок, що став надійним укриттям у часи небезпеки. Він зберігся до наших днів і тепер є символом Ліди. В XIV-XVI століттях Ліда було одним з п'яти найбільших міст Великого Князівства Литовського. Місто було центром Лідського повіту Віленського воєводства у межах Речі Посполитої. 17 вересня 1590 Ліда одержала Магдебурзьке право, а разом з ним — герб.
У 1795 році, після третього поділу Польщі, Ліда ввійшла до складу Російської імперії. Після Радянсько-польської війни (1919—1921) місто входило до складу Польщі.

### Протести 2020
У 2020 році Ліда, як і більшість міст Білорусі була охоплена протестами. 9 серпня 2020 року Ліда була одним із 3 перших міст Білорусі (на ряду із Кобринем та Івацевичами), де ОМОН опустили свої щити в знак того, що вони відмовляються застосовувати насильство проти мирних демонстрантів.

### Російське вторгнення в Україну (2022)
06 березня 2022 стало відомо, що російськими окупаційними військами в рамках Російського вторгнення в Україну для завдання авіаударів по об'єктах військової та цивільної інфраструктури Київщини й Житомирщини залучались військові літаки Су-35С, Су-34 і Су-25, які підіймалися у небо з аеродромів Барановичі, Лунинець і Ліда, що у Білорусі. 

## Населення
Населення становить 98,2 тис. (2004). У тому числі — 44,2 % білорусів, 38,3 % поляків і 14 % росіян. Усього в місті проживають представники майже 50 національностей. Наприкінці 19 – на початку 20 століття Ліда була переважно єврейським містечком, у 1897 році в місті проживали 5294 єврея (з 9323 жителів або 57 %); у 1939 році — 5419 євреїв, тобто вони становили 32 % населення; під час окупації, з 27 червня 1941 року по 9 липня 1944 року, у Ліді й Лідському районі було вбито 25 тис. 149 осіб, включаючи понад 8 тис. євреїв. Ліда була і залишається населеною поляками. У 1939 році вони становили 63 % населення міста, а нині – менше 40 %.

## Економіка
Промисловість представляють 33 підприємства різних галузей народного господарства. Серед них — хімічна, харчова, машинобудівна, металло- і деревопереробні, електротехнічна й інші.
Постійним попитом не тільки в країні, але й за її межами користується продукція, що роблять «Белтекс Оптік» [Архівовано 14 березня 2022 у Wayback Machine.], ВАТ «Лакокраска», ВАТ «Лідське пиво», автозавод завод «Нєман», ВАТ «Лідська взуттєва фабрика», «Завод „оптік“», «Лідський завод електровиробів», «Лідська меблева фабрика», «Ливарно-механічний завод», ВАТ «Лідагропроммаш»  [Архівовано 15 березня 2022 у Wayback Machine.], ВАТ «Лідсельмаш»  [Архівовано 15 березня 2022 у Wayback Machine.], ВАТ «Лідахарчоконцентрати» [Архівовано 5 серпня 2018 у Wayback Machine.], ВАТ «Лідабудматеріали», ВАТ «Лідахлібопродукт»  [Архівовано 26 грудня 2021 у Wayback Machine.], ВАТ «Лідський молочноконсервний комбінат», ЗАТ «Белевротара».
Річний обсяг промислового виробництва в 2008 році склав приблизно 1300 млрд рублів (за січень — листопад 2008 року зроблено продукції на суму 1213, 7 млрд рублів).
У будівельний комплекс входять 17 будівельних і ремонтно-будівельних організацій, найбільшої з яких є ВАТ «Будівельно-монтажний трест № 19». Усього в 2002 році уведено 22398 м2 жилою площі. Місто Ліда має вигідне географічне положення, перебуває на перехресті важливих автодоріг напрямками: Мінськ, Гродно, Берестя, Вільнюс, Білосток.
До послуг населення й гостей міста 480 об'єктів роздрібної торгівлі й громадського харчування всіх форм власності, цілий ряд підприємств побутового обслуговування. Діють 2 стаціонарних і 4 міні ринка. У цілому за 2002 рік товарообіг склав 87 млрд рублів.
У 2005 році Лідський районний виконавчий комітет  ініціював і створив підприємство, що просуває продукти харчування й промислові товарів лідських виробників. Це підприємство, Лід-регіон, створено в Москві і воно є російською компанією.

## Транспорт
Вантажні й пасажирські перевезення в місті здійснюють ВАТ «Лідатрансавто», ВАТ «Лідаспецавтотранс», ОДО «Ілона», вантажна автостанція ВАТ «Гродноінтертранс», автобусний парк № 2 і залізничний вузол.
Громадський транспорт у місті представлений 13 автобусними маршрутами й 12 маршрутами маршрутних таксі.

## Освіта
Система освіти в місті — це 14 середніх, неповна середня школи, ліцей, гімназія, 33 дошкільних і 10 позашкільних установ, Лідський коледж, музичний коледж, 2 професійно-технічні училища, професійний ліцей, дитячий будинок творчості, школа мистецтв і музична школа.

## Охорона здоров'я, культура й спорт
До послуг лідчан є лікарня на 1155 місць, 5 поліклінік, 3 диспансери, 24 здравпункти, станції швидкої допомоги й переливання крові; 11 аптечних пунктів, 9 аптечних кіосків різних форм власності.
У систему установ культури входять 3 Будинку культури, 7 бібліотек, історико-художній музей, 1 кінотеатр, 46 колективів художньої самодіяльності.
У Ліді працює 3 спорткомплекси, 2 Фока, 1 стадіон, 1 плавальний басейн, 12 міні-басейнів, 27 спортзалів, 6 стрілецьких тирів, 64 пристосовані приміщення, 79 площинних споруджень.

## Релігія
Духовне життя представлене 22 релігійними громадами 6 конфесій, у тому числі 7 православних, 5 римсько-католицьких, 1 греко-католицька, 1 мусульманська, 1 юдейська, 1 євангелічно-лютеранська й 6 протестантських. Діючих культових будинків у місті в цей час 7, у тому числі 4 католицьких храми, 2 церкви й 2 молитовних удома на всіх протестантів.

## Визначні пам'ятки
Триває реставрація пам'ятки архітектури XIV століття — Лідського замку. Планується розмістити в ньому музейну експозицію. Реставраційні роботи — на підставі збережених історичних матеріалів (археологічних розкопок). Замок буде відтворений у стилі XV століття. У дворі передбачається узвести будинок каштеляна, казарми, кузню, навіси для коней, галерею й 2 середньовічних колодязі.. У 2010 році було відновлено другу вежу.

## Уродженці

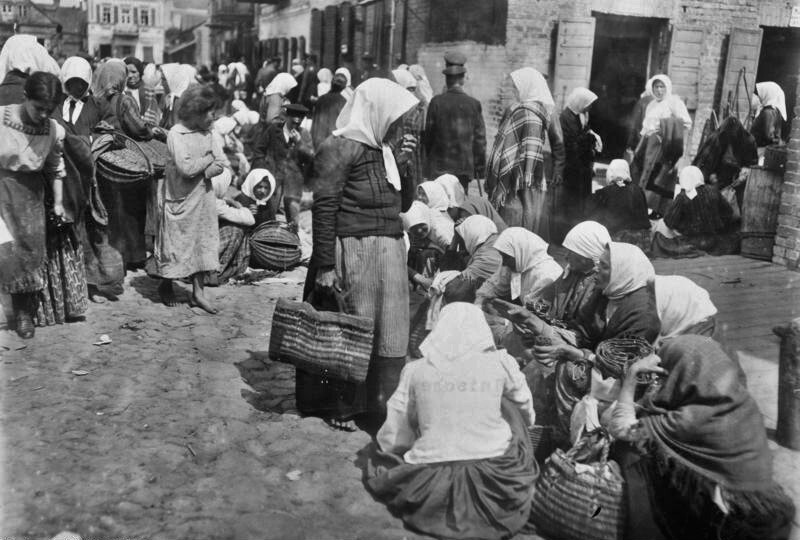
ринок у Ліді, липень 1916 року.

- Хаїм Аріав (1895—1957) — ізраїльський громадський та політичний діяч. Депутат Кнесету 2-3-го скликань.
- Горський Костянтин (1859—1924) — польський композитор, скрипаль-віртуоз
- Мігдал Аркадій Бейнусович (1911—1991) — радянський фізик, академік АН СРСР
- Ірина Богданович (* 1956) — білоруська поетеса, перекладачка і науковиця. Кандидатка філологічних наук. Професорка. Авторка низки поетичних збірок та літературознавчих досліджень, зокрема про Янку Купалу, Казимира Стояка, Вінцука Відважного.
- Пола Ракса (* 1941) — польська кіноакторка.
- Позняк Олександр Олександрович (* 1994) — білоруський футболіст.

## Міста-побратими
- Польща Кошалін,
- Німеччина Гревесмюлен,
- Болгарія Сілістра,
- Росія Димитровград,